# آلوواتینگال دواسی جمیس
آلوواتینگال دواسی جمیس (انگلیسی: Eluvathingal Devassy Jemmis؛ زاده ۳۱ اکتبر ۱۹۵۱) یک دانشمند در زمینه شیمی نظری اهل هند است.